# کرسنا
کرسنا شهری در استان بلاگووگراد کشور بلغارستان است که جمعیت آن در سال ۲۰۰۱ میلادی ۳٬۸۸۲ نفر بوده‌است.